# Paulina Bobak
Pour les articles homonymes, voir Bobak (homonymie).
Paulina Bobak est une biathlète polonaise, née le 1er octobre 1984 à Zakopane.

## Biographie
Paulina Bobak est sélectionnée dans les compétitions de jeunes avec l'équipe de Pologne depuis 2002, étant notamment sixième de l'individuel aux Championnats du monde junior.
Aux Championnats d'Europe junior 2005, elle remporte la médaille d'or à l'individuel.
Elle fait ses débuts dans la Coupe du monde en 2006, marque ses premiers points en décembre 2008 à l'individuel d'Hochfilzen (19e) et obtient son meilleur résultat en 2010 lors de l'individuel d'Östersund, finissant 13e. Cet hiver, elle obtient son meilleur classement général, terminant 62e. Elle parvient à continuer à marquer des points sans atteindre le top vingt entre 2011 et 2014. En revanche, elle est auteur de trois podiums dans l'IBU Cup durant cette période.
Aux Championnats du monde, dont elle participe à cinq reprises entre 2007 et 2012, ses meilleurs résultats sont 7e en relais en 2008 et 23e sur l'individuel en 2011.
Elle remporte une médaille d'or sur le sprint par équipes aux Jeux mondiaux militaires d'hiver de 2010.
Elle met fin à sa carrière sportive en 2014.

## Palmarès

### Championnats du monde
| Épreuve / Édition                | Individuel | Sprint | Poursuite | Départ en masse | Relais | Relais mixte |
| Mondiaux 2007 Antholz-Anterselva | 70e        | -      | -         | -               | 10e    | -            |
| Mondiaux 2008 Östersund          | 35e        | -      | -         | -               | 7e     | -            |
| Mondiaux 2009 Pyeongchang        | 37e        | -      | -         | -               | -      | -            |
| Mondiaux 2011 Khanty-Mansiïsk    | 23e        | 75e    | -         | -               | 9e     | -            |
| Mondiaux 2012 Ruhpolding         | 45e        | -      | -         | -               | -      | -            |

### Coupe du monde
- Meilleur classement général : 62e en 2011.
- Meilleur résultat individuel : 13e.

#### Différents classements en Coupe du monde
| Année     | Classement général final | Sprint | Poursuite | Individuel | Mass start |
| 2008-2009 | 75e                      | -      | 76e       | 46e        | -          |
| 2009-2010 | 90e                      | 77e    | 77e       | -          | -          |
| 2010-2011 | 62e                      | -      | -         | 31e        | -          |
| 2011-2012 | 78e                      | 65e    | -         | -          | -          |
| 2012-2013 | 70e                      | 67e    | 60e       | -          | -          |
| 2013-2014 | 94e                      | -      | 72e       | -          | -          |

### Championnats d'Europe junior
- Médaille d'or de l'individuel en 2005.
- Médaille d'argent du relais en 2004 et 2005.

### IBU Cup
- 3 podiums.